# XIII Puchar Gordona Bennetta (balonowy)
XIII Puchar Gordona Bennetta (balonowy) – zawody balonów wolnych o Puchar Gordona Bennetta zorganizowane 15 czerwca 1924 roku w Brukseli.

## Historia
Zawody zorganizowano na terenie Solbosch Plain pod Brukselą. Start zawodników oglądało 200 000 widzów na miejscach dla nich przygotowanych i około 100 000, którym nie udało się wejść. Ernest Demuyter już dwukrotnie wygrał zawody. W razie trzeciej z kolei wygranej puchar ufundowany przez Gordona Bennetta mógł przejść na własność Aeroklubu belgijskiego. Oprócz Belga za faworytów uważani byli: Harry E. Honeywell i Maurice Bienaimé. Francja pierwsza zgłosiła udział 3 zespołów w zawodach. Wśród zawodników znalazł się Maurice Bienaime, zwycięzca zawodów w 1912 roku i Georges Cormier, zwycięzca Grand Prix Francji w 1923 roku. Udział w zawodach zgłosiło 7 krajów: Belgia, Francja, Stany Zjednoczone, Hiszpania, Szwajcaria, Włochy i Wielka Brytania.

## Uczestnicy
| Zajęte miejsce | Balon              | Pojemność | Załoga pilot pomocnik pilota             | Kraj              | Czas lotu [h] | Odległość [w km] | Miejsce lądowania Państwo miejsce (najbliższe duże miasto) |
| -------------- | ------------------ | --------- | ---------------------------------------- | ----------------- | ------------- | ---------------- | ---------------------------------------------------------- |
| 1.             | Belgica            |           | Ernest Demuyter Leon Coeckelbergh        | Belgia            | 43:16         | 714,00           | Wielka Brytania St Abb's Head                              |
| 2.             | Ville de Bordeaux  |           | Fernand Laporte E. Jacqmotte             | Francja           | 33:18         | 330,00           | Wielka Brytania Shoreham                                   |
| 3.             | Ciampino V         |           | Giuseppe di Valle Eraldo Ilari           | Włochy            | 21:34         | 301,00           | Francja Thiergeville-les-Fecamp                            |
| 4.             | Aerostiere III     |           | cap. Giovanni Grassi Ugo Medori          | Włochy            | 26:55         | 295,00           | Francja Ecullez, Moret                                     |
| 5.             | Espero             |           | R. Casas Mr. J. Jaurequy                 | Hiszpania         | 24:45         | 286,00           | Francja Rhodon                                             |
| 6.             | Uncle Sam          |           | Harry E. HoneywellC.W. Timmons           | Stany Zjednoczone | 21:20         | 284,00           | Francja Gouy par Boos                                      |
| 7.             | Margaret           |           | kpt. Percival Green Spencer John Berry   | Wielka Brytania   | 21:45         | 256,00           | Francja Dieppe                                             |
| 8.             | Hellvetia          |           | Paul Armbruster dr Otto Bachmann         | Szwajcaria        | 29:40         | 222,00           | Francja Saint-Martin-au-Bosc                               |
| 9.             | Capitan Penaranda  |           | V. Balbas E. Maldonado                   | Hiszpania         | 31:10         | 222,00           | Francja Gamaches                                           |
| 10.            | La Piccardie       |           | Maurice Bienaimé lt. Rene Latu           | Francja           | 28:00         | 213,00           | Francja Bray Rully (Oise)                                  |
| 11.            | Banshee III        |           | Frederick Walker Baldwin Lord. Grosvenor | Wielka Brytania   | 23:20         | 212,00           | Francja Moineville                                         |
| 12.            | Ville de Bruxelles |           | Mathieu Labrousse com. M. Dewandre       | Belgia            | 24:45         | 207,00           | Francja Saint Gengoulph                                    |
| 13.            | Fernandez Duro     |           | J. La Llave E. Magdalena                 | Hiszpania         | 35:53         | 173,00           | Francja Bergneuilles (Lottinghen)                          |
| 14.            | Godyear III        |           | Ward Van Orman Carl K. Wollan            | Stany Zjednoczone | 35:17         | 170,00           | Holandia Amstelveen (Amsterdam)                            |
| 15.            | Anjou IV           |           | Georges Cormier                          | Francja           | 23:35         | 144,00           | Francja Herpy (Chateau Porcien)                            |
| 16.            | US Army            |           | Norman W. Peek William Gray              | Stany Zjednoczone | 24:30         | 128,00           | Belgia Ligneuville (Malmedy)                               |
| 17.            | Prince Leopold     |           | Alexander Veenstra Philippe Quersin      | Belgia            | 33:20         | 112,00           | Belgia Leffinghe (Ostenda)                                 |

## Przebieg zawodów

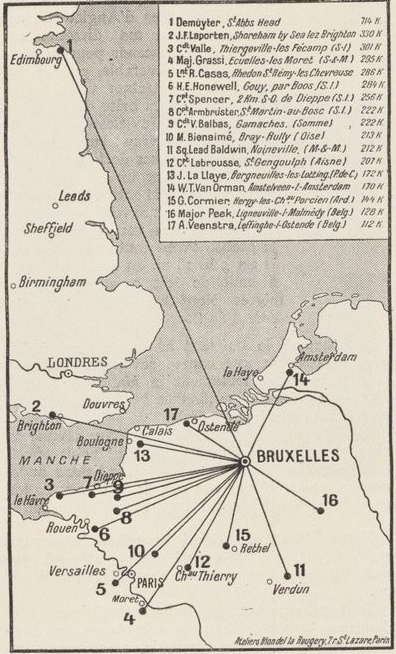
Mapa z zaznaczonym miejscem lądowania poszczególnych załóg podczas zawodów

Po 16 po południu jako pierwszy wystartował belgijski balon z Demuyterem jako pilotem. Kolejność startu pozostałych balonów: La Piccardie, Hellvetia, Godyear III, Aerostiere III, Margaret, Fernandez Duro, Ville de Bruxelles, Ville de Bordeaux, Uncle Sam, Ciampino V, Banshee III, Capitan Penaranda, Prince Leopold, Anjou, US Army, Espero.
Startujące balony miały problem z wiatrem, który zmieniał kierunek. Alexander Veenstra wpierw poleciał w kierunku Niemiec i po przelocie nad Zagłębiem Ruhry wróciła nad Brukselę. Po lądowaniu niedaleko Ostendy zajął ostatnie miejsce. Van Orman wylądował pod Amsterdamem po 35 godzinach lotu. Dwie francuskie załogi nie odniosły sukcesu, natomiast Laporte na balonie Ville de Bordeau pod koniec wyścigu przeleciał nad kanałem i wylądował w Sussex zdobywając 2 miejsce. W Szkocji wylądował zwycięzca wyścigu E. Demuyter.
Ernest Demyuter po powrocie do Brukseli 21 czerwca został powitany przez 50 000 rodaków, którzy czekali na niego pomimo padającego deszczu. Po powitaniu przez księcia Leopolda został zaproszony do ratusza.

## Odznaczenia
21 czerwca belgijska zwycięska drużyna została przyjęta przez króla Alberta. Ten odznaczył Ernesta Demuytera Orderem Leopolda.